# Aengapentastomum andresi
Aengapentastomum andresi (лат.) — вид вымерших пятиусток (Pentastomida), описанный по ископаемым остаткам из кембрийского лагерштетта Орстен в Швеции. Единственный вид в роде Aengapentastomum.

## Описание
Aengapentastomum достигал длины примерно 730 микрометров. В отличие от других кембрийских пятиусток, у него отсутствуют рудиментарные конечности на туловище, поэтому он, вероятно, ближе к кроновой группе подкласса пятиусток. У него есть две пары головных конечностей, гладких и округлых, с подомерами, обращёнными внутрь. Примерно на середине тела находится утолщение с неизвестной функцией, вероятно, похожее на дорсальные органы современных личинок пятиусток. Хвост имеет закруглённый конец с парной структурой неясного назначения на кончике. Голова подтреугольной формы, без головного щита, несмотря на бороздку вокруг придатков и выступающий край, создающий впечатление щита. Тело не сегментировано и, по-видимому, не имело колец. Aengapentastomum известен по одному полному экземпляру личиночной формы, а также по более молодой личинке, которая похожа на находку старшего возраста, но намного меньше и имеет только одну пару придатков, поэтому, вероятно, она является либо более ранней стадией развития, либо родственным родом. Этот род, наряду с другими пятиусками Орстена, вероятно, является личиночной формой; их взрослые особи, по всей видимости, не сохранились.

## Этимология
Родовое название Aengapentastomum происходит от названия карьера Энга, где он был найден, а также от того факта, что он является пентастомидом. Видовое название andresi дано в честь Dietmar Andres, который первым описал окаменелости пятиусток из Орстена.